# Coppa Interamericana 1995
La Coppa Interamericana 1995 è stata la diciassettesima edizione del trofeo riservato alle squadre vincitrici della CONCACAF Champions' Cup e della Coppa Libertadores.

## Tabellino

### Andata
| Arbitro: | Alcalá |

| |            | |
| Mahía 38’ Wanchope 89’ | Marcatori  | 27’ Comas 35’ Gómez 70’ Gaviria |
| · Lonnis P Quesada D González D Torres D J. Drummond D Wright C D. Sequeira C 75’ Herrera C A. Sequeira C G. Drummond A Mahía A A disposizione: · 75’ Wanchope C | Formazioni | · P Higuita D Ospina D Perea D Mosquera D Gaviria C García C Comas 78’ C Gómez 80’ C Córdoba A Morantes A Rueda A disposizione: · A Ángel 78’ C Muñoz 80’ |
| Olguín | Allenatori | Peluffo |